# Пюрг-Траутенфельс
Пюрг-Траутенфельс (нем. Pürgg-Trautenfels) — упразднённая коммуна (нем. Gemeinde) в Австрии, в федеральной земле Штирия. 
Входила в состав округа Лицен.  Население 977 человек (на 31 декабря 2005 года). Площадь 62,69 км². Официальный код  —  61235.
С января 2015 г. входит в объединённую коммуну Штайнах-Пюрг округа Лицен.

## Политическая ситуация
Бургомистр объединённой коммуны Штайнах-Пюрг — Роланд Ранингер (АНП)   по результатам выборов 2015 года.
Совет представителей коммуны (нем. Gemeinderat) состоит из 15 мест.
- АНП занимает 9 мест.
- СДПА занимает 6 мест.

## Ссылки

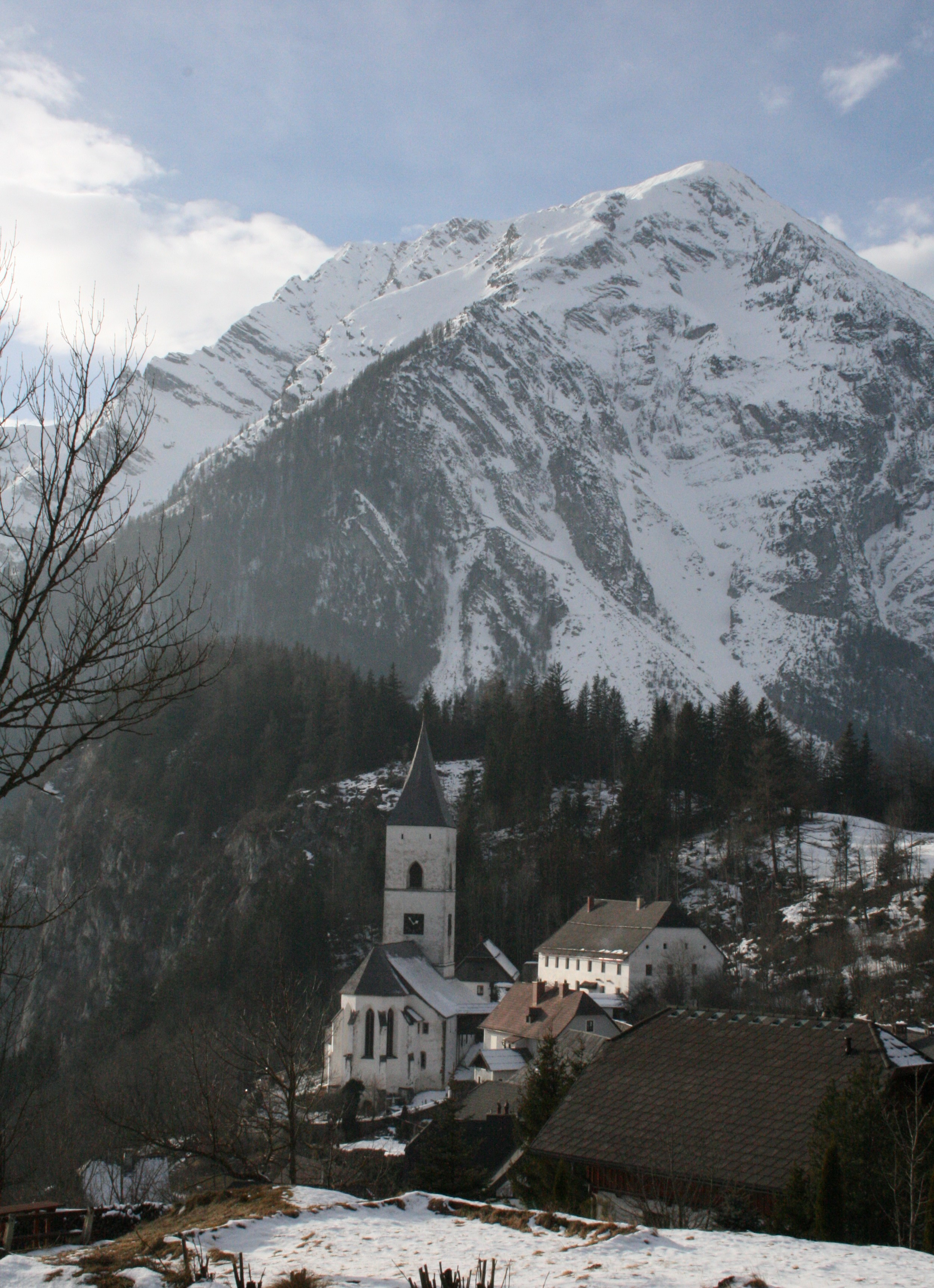
Посёлок Пюрг, на фоне горы Гримминг
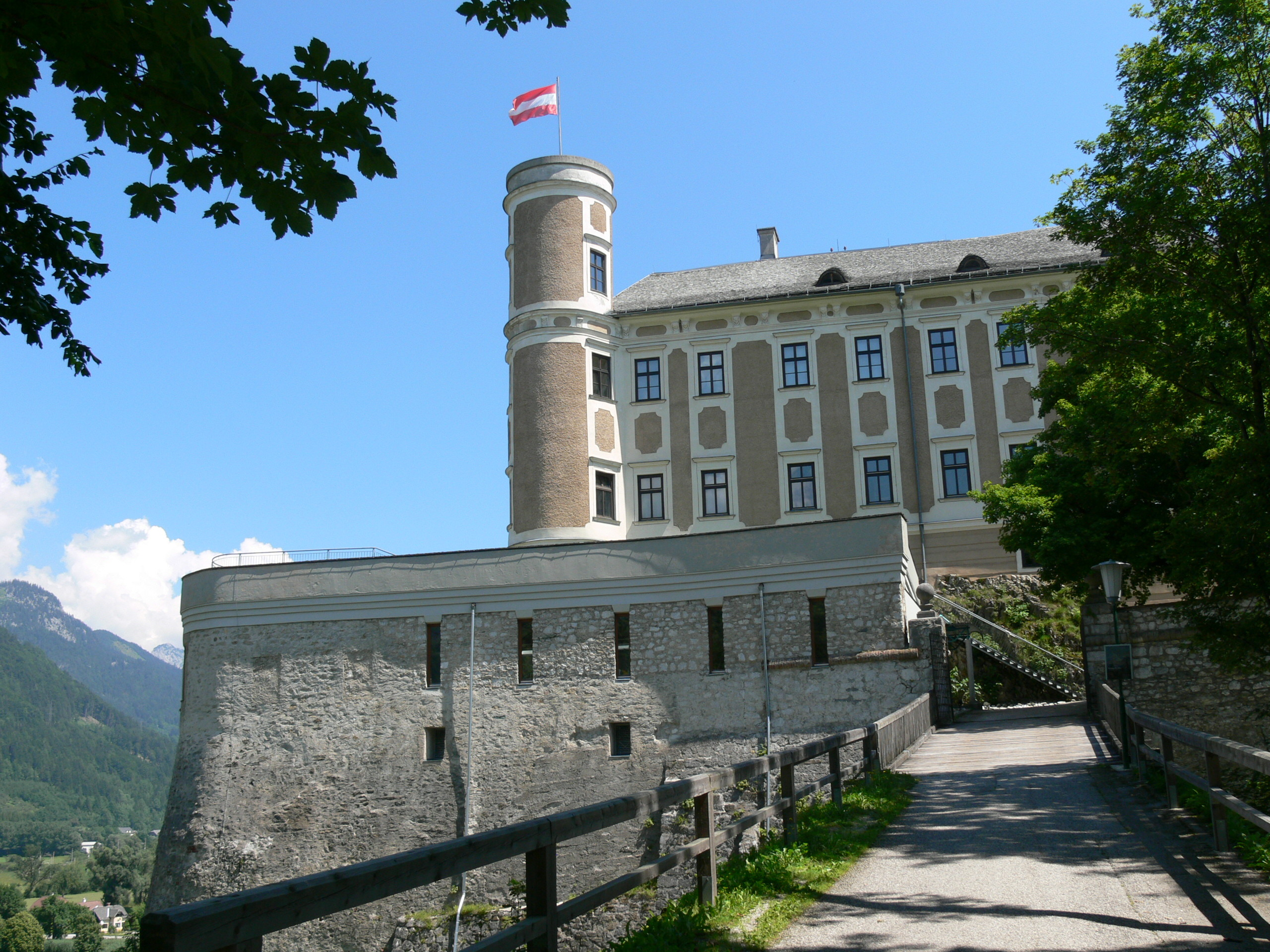
Замок Траутенфельс